# Nymphidium strati
Nymphidium strati är en fjärilsart som beskrevs av William James Kaye 1925. Nymphidium strati ingår i släktet Nymphidium och familjen Riodinidae. Inga underarter finns listade i Catalogue of Life.